# Lapplandkrieg

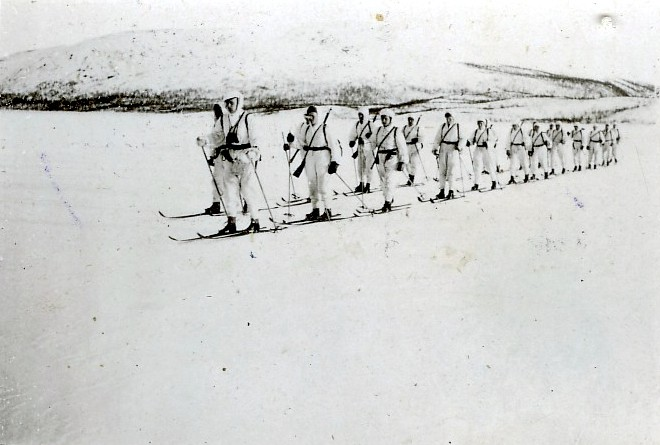
Finnische Skitruppen im Lapplandkrieg (1944/45)

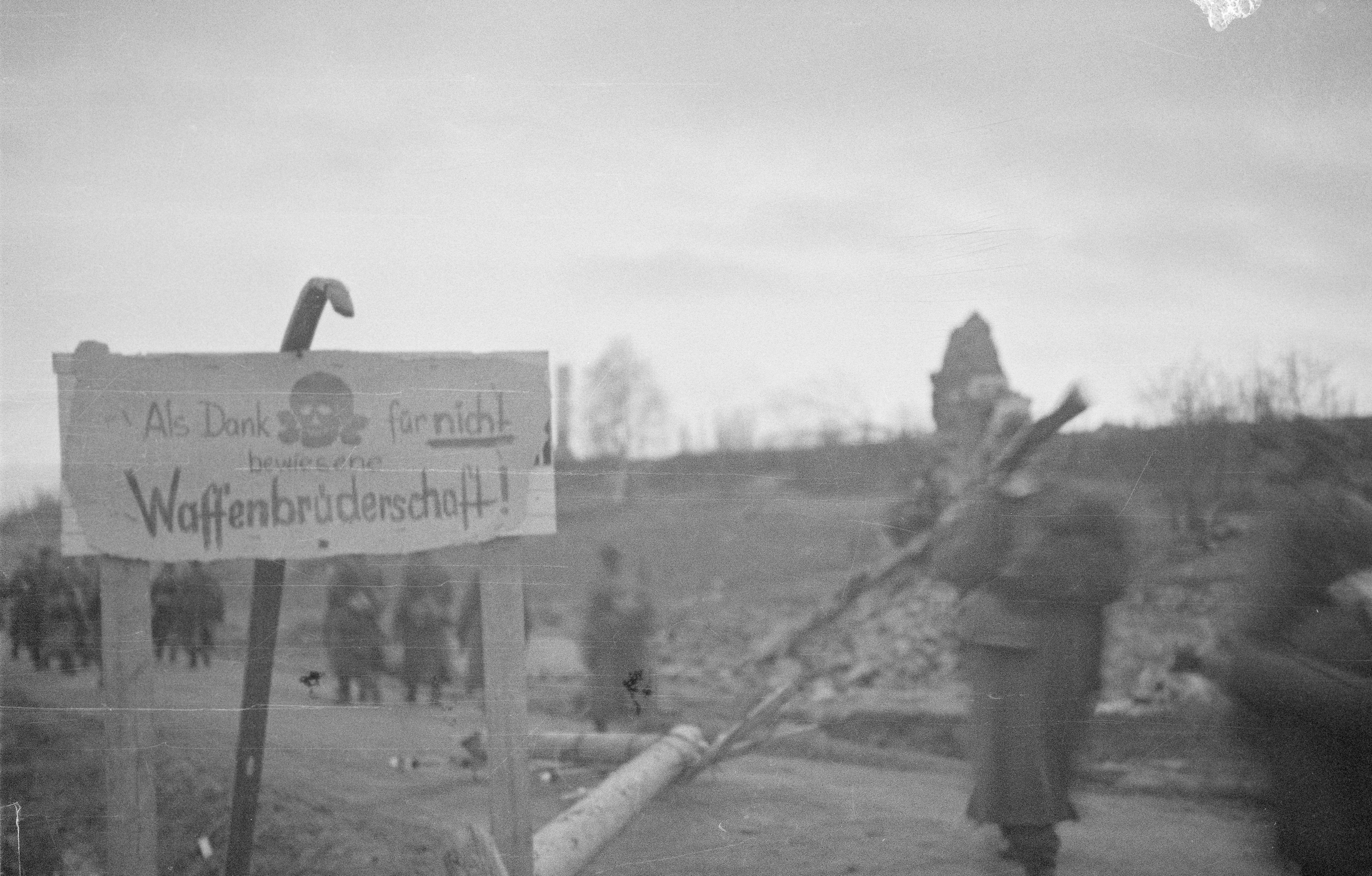
In Muonio aufgestelltes Schild der deutschen Wehrmacht: „Als Dank für nicht bewiesene Waffenbrüderschaft“

Der Lapplandkrieg war eine militärische Auseinandersetzung zwischen Finnland und den während des Zweiten Weltkrieges im Land stationierten deutschen Truppen. Er dauerte von September 1944 bis April 1945 und war der letzte der drei während des Weltkrieges auf finnischem Boden ausgetragenen Kriege. Es kam dabei auch zu Kampfhandlungen zwischen Wehrmacht und Roter Armee. Die Kräfte auf deutscher Seite wurden von Generaloberst Lothar Rendulic befehligt. Jeweils rund 1000 finnische und deutsche Soldaten fielen im Verlauf der Kämpfe. 3000 finnische und 2000 deutsche Soldaten wurden verwundet.

## Vorgeschichte
Finnland kämpfte nach der Niederlage im Winterkrieg (1939/40) seit Juni 1941 im Fortsetzungskrieg zusammen mit dem Deutschen Reich gegen die Sowjetunion. Spätestens im Januar 1943 kam der finnische Feldmarschall Mannerheim angesichts der deutschen Niederlage in der Schlacht von Stalingrad und der Sprengung der deutschen Blockade Leningrads zu dem Schluss, dass eine deutsche Niederlage absehbar sei. Am 3. Februar 1943 beschloss ein informelles Kriegskabinett in Mikkeli um Marschall Mannerheim, Staatspräsident Risto Ryti und Finanzminister Väinö Tanner, dass angesichts der sich abzeichnenden Niederlage der Deutschen Finnland rechtzeitig separat aus dem Krieg ausscheiden müsse, um seine Existenz zu sichern. Unter der Aufgabe von Ostkarelien sollte die Unabhängigkeit des Landes gewahrt werden.
Im Sommer 1944 wehrten finnische und deutsche Einheiten gemeinsam die Wyborg-Petrosawodsker Operation ab, eine sowjetische Offensive an der karelischen Landenge, die auf die Besetzung des Landes abzielte. Die Rote Armee wurde in etwa auf den Frontlinien des Winterkrieges gestoppt. Zur selben Zeit brach die deutsche Ostfront im Zuge der Operation Bagration weitgehend zusammen. In dieser Situation trat Ryti am 1. August 1944 zurück und überließ das Amt Mannerheim. Dieser intensivierte die bereits über schwedische Vermittlung bestehenden Friedensgespräche mit der Sowjetunion. Zugleich ging die Sowjetunion vom anfänglichen Ziel einer weitgehenden Besetzung oder einer bedingungslosen Kapitulation Finnlands ab, weil militärische Kapazitäten weiterhin für die Operation Bagration benötigt wurden.

## Verlauf
Am 19. September 1944 beendete der Waffenstillstand von Moskau den Fortsetzungskrieg zwischen Finnland und der Sowjetunion. Um seine Unabhängigkeit zu retten, trat Finnland einige Gebiete ab und wurde dazu verpflichtet, die bisher faktisch verbündeten deutschen Truppen mit militärischen Mitteln innerhalb von 14 Tagen zu vertreiben. Da diese Frist nicht eingehalten werden konnte, entstand ein Scheinkrieg, der vom finnischen Generalquartiermeister, Generalleutnant A. F. Airo, als „Herbstmanöver“ bezeichnet wurde.
Die deutschen Truppen bestanden im Wesentlichen aus der 20. Gebirgs-Armee. Der Verband befand sich nach relativ ereignisarmen Jahren in Lappland mit rund 220.000 Mann nahezu in voller Stärke. Angesichts der Verhandlungen zwischen Finnland und der Sowjetunion hatten die Deutschen bereits Anfang September 1944 mit dem Rückzug in Richtung Norwegen begonnen. Dieser ging angesichts des schlecht ausgebauten Straßennetzes und der Bemühung, möglichst viel schwere Ausrüstung mitzunehmen, nur schleppend voran. Auf der anderen Seite war die finnische Armee im Norden des Landes nur rund 70.000 Mann stark und wäre nicht in der Lage gewesen, die deutschen Truppen zu zerschlagen. Daher vermieden Finnen und Deutsche zunächst Kämpfe und trafen zum Teil geheime Übereinkünfte, um einen reibungslosen Übergang der Kontrolle über Gebiete sicherzustellen. Für die Finnen war zu diesem Zeitpunkt das wichtigste Ziel, im Nordosten des Landes keine Gebiete ohne militärische Kontrolle entstehen zu lassen, durch die die Rote Armee die Deutschen hätte verfolgen können.
Die sowjetischen Vertreter in der alliierten Kontrollkommission zur Überwachung des Waffenstillstands in Finnland drängten jedoch auf ein aggressiveres Vorgehen der Finnen. Dem kamen die Finnen am 1. Oktober mit einer Landung in Tornio nach. Damit drohte den südlichen und östlichen Spitzen der Deutschen die Abtrennung von ihrem zurückgehenden Gesamtverband. Im Raum Tornio folgten vom 2. Oktober an die schwersten Kämpfe des Lapplandkrieges mit mehreren hundert Toten auf beiden Seiten. Die Deutschen wendeten in der Folge im gesamten von ihnen noch kontrollierten Gebiet verstärkt die Taktik der verbrannten Erde an. Dabei wurden ganze Dörfer, einzelne Häuser, Straßen und Brücken zerstört oder vermint, was den Vormarsch der finnischen Verfolger verlangsamte und die Zivilbevölkerung großen Härten aussetzte. In diesem Rahmen brannte die Stadt Rovaniemi restlos nieder. Die Finnen blieben in Tornio siegreich und gingen von dort aus nach Norden entlang der Grenzstraße mit Schweden (heute Valtatie 21) und nach Nordosten in Richtung Rovaniemi und weiter nach Ivalo vor. Mitte Oktober befanden sich die Ruinen von Rovaniemi, zugleich ein wichtiger Verkehrsknoten, unter finnischer Kontrolle. Die Deutschen hatten Ivalo und Kilpisjärvi im äußersten Nordwesten Finnlands zu Festungen ausgebaut. Entlastung erhielten die Finnen durch einen Anfang Oktober einsetzenden sowjetischen Vorstoß von Murmansk aus in Richtung des norwegischen Kirkenes, der für die Deutschen eine größere Bedrohung darstellte als die finnische Armee. Den Rückzug aus Finnland und Ostnorwegen führten die Deutschen von Ende Oktober 1944 an unter der Bezeichnung Unternehmen Nordlicht.
Der letzte Ort Finnlands, der nach den am 25. April 1945 stattgefundenen Kämpfen mit finnischen Truppen von den Deutschen geräumt wurde, war am 27. April 1945 Kilpisjärvi. Am folgenden Tag teilte Generalleutnant Hjalmar Siilasvuo Feldmarschall Mannerheim mit, dass Finnland von deutschen Truppen befreit sei.
Der Lapplandkrieg wird auch „Kinderkreuzzug“ genannt, da in dem Waffenstillstandsabkommen mit der Sowjetunion die Demobilisierung der finnischen Armee gefordert worden war und dies dazu führte, dass auf finnischer Seite Einheiten mit sehr jungen, unerfahrenen Soldaten zum Einsatz kamen. Ein hoher Anteil der finnischen Ausfälle war dabei auf den Einsatz von Landminen zurückzuführen. Darüber hinaus setzten die Deutschen starke Nachhuten ein, die, anders als die meisten ihrer Truppen auf anderen Kriegsschauplätzen, über einen vollen Bestand an Großwaffen und reichlich Munition verfügten. Diese richteten sich hinter Wasserhindernissen ein und lieferten sich kurze Feuergefechte mit finnischen Truppen. Die Finnen versuchten daraufhin die Deutschen zu umgehen und einzukreisen, wie es in den Kämpfen der Vorjahre gegen die Rote Armee erfolgreich praktiziert worden war (s.g. Motti-Taktik, siehe Schlacht von Suomussalmi). Unter den schwierigen Bedingungen des subarktischen Schlachtfelds mit nur kurzem Tageslicht waren solche Operationen zeitaufwändig, was die Deutschen in der Regel zur Verlegung ihrer Stellungen hinter das nächste Wasserhindernis nutzten. Nur vereinzelt kam es zur Bildung von Kesseln, aus denen die Deutschen aber meist ausbrachen.